# Leposoma sinepollex
Leposoma sinepollex — вид ящірок родини гімнофтальмових (Gymnophthalmidae). Ендемік Бразилії. Описаний у 2013 році.

## Поширення і екологія
Leposoma sinepollex відомі з типової місцевості, розташованої в заповіднику Венсеслау-Гімарайнс, в муніципалітеті Венсеслау-Гімарайнс на півдні штату Баїя, на висоті 500 м надд рівнем моря. Вони живуть у вологих атлантичних лісах, серед опалого листя.